# Цикл Калини
Цикл Калини — термодинамічний цикл, який реалізується перетворювачами, що використовують низькі температурні потенціали джерел теплової енергії (наприклад геотермальних). Як робоче тіло використовується водо-аміачна суміш.
Цей цикл розроблений радянським емігрантом, уродженцем Одеси Олександром Калиною і запатентований створеною ним в Америці фірмою  Exergy .
Довгий час сам факт можливості подібного циклу заперечувався.
Геотермальні електростанції з «циклом Калини» мають дві особливості: по-перше, вилучена з надр Землі гаряча вода використовується не безпосередньо, а передає свою енергію іншій рідині. Цю схему називають двоконтурною, або бінарною.
Друга особливість полягає в тому, що як ця друга рідина, тобто робоче тіло, використовується двокомпонентна водно-аміачна суміш. Ці компоненти мають різні критичні температури, тобто рівноважний стан між рідкою і газоподібною фазами у кожного з них настає при різних параметрах.
В ході процесу стан водно-аміачної суміші і, відповідно, концентрація в ній компонентів безперервно змінюється. Це дозволяє оптимізувати перенесення тепла при випаровуванні і конденсації робочого тіла. В результаті «цикл Калини» виявився значно ефективніше всіх інших бінарних схем.
Дослідна електростанція стала зводитися, за сприяння австралійського підприємця і вченого Рональда Вайс та ін. інвесторів в Коногу Парку (неподалік від Лос-Анджелеса, восени 1990 року, а закінчена влітку 1991 року і запущена 10 грудня 1992 року.
Тривалі пошуки компаній, які бажали б придбати патент на використання ідеї, не увінчалися успіхом, однак згодом «Дженерал Електрик», ретельно вивчивши технічні тонкощі проєкту, запропонувала контракт. В результаті важких переговорів, які тривали цілий рік, 4 лютого 1993 р. було підписано угоду про покупку патенту. Даній події присвятив, у своєму квітневому номері за 1993 рік, велику статтю журнал «Форбс».
Перша в Європі установка з «циклом Калини» з'явилася на північно-східному узбережжі Ісландії в Хусавіку — містечку, що нараховує 2,5 тис. жителів. Їхні потреби в електроенергії на 80 % покриває ця установка. За словами місцевих інженерів-експлуатаційників, виграш в її коефіцієнті корисної дії невеликий і становить, в порівнянні з традиційними геотермальними електростанціями, від 20 до 25 %.